# Journal des savants
Journal des savants – francuskie czasopismo naukowe zajmujące się literaturą. Powstałe w 1665 roku pismo jest pierwszym tego typu w Europie. W latach 1665–1790 wydawane jako „Journal des sçavans”, a od 1791 do 1830 roku pod tytułem „Journal des savans”. Redaktorem periodyku był Denis de Sallo.
Od 1701 roku patronat nad publikacją objął sam król Francji. Wydawanie czasopisma zawieszono w 1792 roku, reaktywowano w 1816 roku, w pierwotnym kształcie istniało do 1900 roku. Odegrało ważną rolę w początkowej fazie oświecenia.